# No More Heroes (Album)
No More Heroes ist das zweite Album der britischen Band The Stranglers. Es wurde am 23. September 1977 durch United Artists veröffentlicht und erreichte Position 2 der britischen Albumcharts, was es zu einem der erfolgreichsten Alben der britischen Punk-Ära machte.

## Titelliste
1. I Feel Like A Wog – (3:16)
2. Bitching – (4:25)
3. Dead Ringer – (2:46)
4. Dagenham Dave – (3:18)
5. Bring On The Nubiles – (2:15)
6. Something Better Change – (3:35)
7. No More Heroes – (3:27)
8. Peasant in the Big Shitty – (3:25)
9. Burning Up Time – (2:25)
10. English Towns – (2:13)
11. School Mam – (6:52)

Als Autoren aller Stücke werden "The Stranglers" (Cornwell/Burnell/Greenfield/Black) genannt. 

## Entstehungsgeschichte
Drei Lieder des Albums (Something Better Change, Bitching und Peasant in the Big Shitty) waren bereits für das Vorgängeralbum Rattus Norvegicus geschrieben worden, wurden aber erst auf No More Heroes veröffentlicht. Die Stücke No More Heroes und Something Better Change wurden als Singles ausgekoppelt und erreichten in den britischen Charts die Positionen 8 bzw. 9. 2001 erfolgte eine Neuveröffentlichung des Albums auf CD, dabei wurden als Bonusstücke Straighten Out, Five Minutes und Rok it to the Moon mitgepresst. Five Minutes war eine Singleveröffentlichung, die nach dem Erscheinen von No More Heroes erfolgte und in den britischen Single-Charts Position 9 erzielte, jedoch auf keinem Album vertreten war.
Produzent war wie schon beim Vorgängeralbum Martin Rushent. Design und Gravur der Messingplatte auf dem vorderen Plattencover stammen von Steven Stapleton. Die Veröffentlichung in den Vereinigten Staaten erfolgte durch A&M Records.

## Rezeption
Allmusic bezeichnete das Album als „schneller, bösartiger und besser“ als den Vorgänger Rattus Norvegicus. Trouser Press sah den Unterschied zum Vorgängeralbum darin, dass die Band jegliche Zurückhaltung aufgegeben habe und mit rauen Texten über unanständige Themen und mit „noch besserer Musik“ ihr bestes Album veröffentlicht habe.

## Kommerzieller Erfolg

### Chartplatzierungen
Das Album hielt sich 18 Wochen in den britischen Albumcharts und erreichte Position 2. Damit ist es gemeinsam mit dem Nachfolger Black and White das erfolgreichste Stranglers-Album. 
| ChartsChartplatzierungen     | Höchstplatzierung | Wochen |
| ---------------------------- | ----------------- | ------ |
| Vereinigtes Königreich (OCC) | 2 (18 Wo.)        | 18     |

### Auszeichnungen für Musikverkäufe
| Land/Region                  | Auszeichnungen für Musikverkäufe (Land/Region, Auszeichnung, Verkäufe) | Verkäufe |
| ---------------------------- | ---------------------------------------------------------------------- | -------- |
| Vereinigtes Königreich (BPI) | Gold                                                                   | 100.000  |
| Insgesamt                    | 1× Gold ·                                                              | 100.000  |